# آلمان ۸۶
آلمان ۸۶ (انگلیسی: Deutschland 86) [ˈdɔʏtʃlant zɛks. ʊnt. ˈʔaxtsɪç] یک مجموعه تلویزیونی محصول سال ۲۰۱۸ با بازی جوناس نای است که به آلمان شرقی در سال ۱۹۸۶ می‌پردازد. این مجموعه تلویزیونی به دنبال مجموعه تلویزیونی آلمان ۸۳ ارائه شده که در سال ۲۰۱۵ تولید شده بود.
این مجموعه تلویزیونی ۱۰ قسمت دارد. علاوه بر آن، مستندی با عنوان «رفقا و پول» برای همراهی با این مجموعه تولید شده‌است.
به گفته جوناس نای، این مجموعه تلویزیونی فعالیت‌های مختلف تجاری و تلاش سخت دولت آلمان شرقی برای به‌دست آوردن پول انجام شده‌است را توصیف می‌کند؛ از جمله: فروش اسلحه توسط دولت آلمان شرقی به دولت آپارتاید آفریقای جنوبی، دشمنان معترض خود، قاچاق اسلحه به هر دو طرف در جنگ ایران و عراق، کار اجباری در زندان، تصرف عتیقه‌جات و صندوق‌های امانات شهروندان و فروش آنها در خارج از کشور؛ فروش خون در خارج از کشور بدون آزمایش HIV.